# 戴茂荣
戴茂荣（1967年—），湖北黄梅人，汉族，中华人民共和国政治人物、第十一届全国人民代表大会湖北地区代表。
毕业于龙感湖高级中学，是中共党员。担任黄冈市龙感湖管理区(农场)茂荣食品厂厂长。2008年起担任全国人大代表。